# Kodila-Metsküla
Kodila-Metsküla – wieś w Estonii, w prowincji Rapla, w gminie Rapla.